# Hypocala velans
Hypocala velans är en fjärilsart som beskrevs av Walker 1852. Hypocala velans ingår i släktet Hypocala och familjen nattflyn. Inga underarter finns listade i Catalogue of Life.